# 27. julij
27. julij je 208. dan leta (209. v prestopnih letih) v gregorijanskem koledarju. Ostaja še 157 dni.

## Dogodki
- 1214 – v bitki pri Bouvinu francoski kralj Filip II. premaga angleškega kralja Ivana
- 1663 – angleški parlament sprejme zakon, ki določa, da mora vse blago namenjeno v ameriške kolonije biti natovorjeno v Angliji na angleške ladje
- 1694 – Bank of England pridobi kraljevsko listino
- 1789 – ustanovljeno zunanje ministrstvo ZDA
- 1793 – ustanovljen muzej Louvre
- 1794 – aretiran Robespierre
- 1830 – v Franciji izbruhne julijska revolucija
- 1839 – izbruhne opijska vojna med Združenim kraljestvom in Kitajsko
- 1851 – v Celovcu ustanovljena Mohorjeva družba
- 1857 – uradno odprtje železniške proge med Ljubljano in Trstom, končanje Južne železnice
- 1866 – položen Atlantic Cable, podmorski kabel, ki omogoči telegrafsko povezavo čez Atlantski ocean
- 1912 – konec petih olimpijskih iger
- 1921 – raziskovalci na torontski univerzi pod vodstvom Fredericka Bantinga odkrijejo hormon inzulin
- 1924 – konec osmih olimpijskih iger
- 1942 – Wehrmacht zavzame Rostov
- 1943 – Stalin objavi razglas, s katerim zagrozi s smrtjo vsem, ki bi se brez njegovega ukaza umaknili pred Nemci
- 1944 – ZSSR prizna Poljski nacionalni komite
- 1945 – Clement Attlee sestavi novo britansko vlado
- 1947 – Kanonizacija Katarine Labouré papež Pij XII
- 1950 – Federativna ljudska republika Jugoslavija odpre avtomobilsko cesto Zagreb—Beograd, ki je bil prvi razdelek avtoceste Bratstva in enotnosti
- 1953 – ZDA, LR Kitajska, Severna in Južna Koreja v Panmundžomu podpišejo sporazum o premirju, s katerim se konča korejska vojna
- 1956 – Združeno kraljestvo Velike Britanije in Severne Irske in Egipt se sporazumeta o koncu britanske 72-letne nadvlade nad Sueškim prekopom
- 1955 – Avstrija postane neodvisna država
- 1964 – z napotitvjo dodatnih 5.000 vojakov v Južni Vietnam se število pripadnikov ameriških enot poveča na 21.000
- 1976 – močan potres vzhodno od Pekinga zahteva okoli 650.000 smrtnih žrtev
- 1996 – bomba med olimpijskimi igrami 1996 v Atlanti ubije enega in rani 111 ljudi
- 2002 – strmoglavljenje letala Suhoj 27 na letalskem mitingu v ukrajinskem Lvovu zahteva 85 smrtnih žrtev

## Rojstva
- 774 – Kukai, japonski budistični menih († 835)
- 1452 – Ludovico Sforza, italijanski (milanski) vojvoda, samodržec († 1508)
- 1667 – Johann Bernoulli I., švicarski matematik († 1748)
- 1824 – Alexandre Dumas sin, francoski pisatelj, dramatik († 1895)
- 1835 – Giosuè Carducci, italijanski pesnik, nobelovec 1906 († 1907)
- 1848 – Friedrich Ernst Dorn, nemški fizik († 1916)
- 1848 – Loránd Eötvös, madžarski fizik († 1919)
- 1857 – José Celso Barbosa, portoriški zdravnik, sociolog, politik († 1921)
- 1867 – Enrique Granados, španski skladatelj, pianist († 1916)
- 1871 – Ernst Zermelo, nemški matematik († 1953)
- 1881 – Hans Fischer, nemški biokemik, nobelovec 1930 († 1945)
- 1898 – Mark Lazarevič Levi oz. Mihail Agejev, ruski pisatelj (†1973)
- 1901 – Rudy Vallee, ameriški pevec († 1986)
- 1915 – Mario del Monaco, italijanski tenorist († 1982)
- 1940 – Pina Bausch, nemška koreografinja ( † 2009)
- 1946 – Rade Šerbedžija, hrvaški igralec in pevec
- 1973 – Cassandra Clare, ameriška pisateljica
- 1983 – Goran Pandev, makedonski nogometaš
- 1987 – Marek Hamšík, slovaški nogometaš

## Smrti
- 432 – Celestin I., papež (* 4. stoletje)
- 916 – Kliment Ohridski, makedonski cerkveni pisec (* okrog 830)
- 1061 – Nikolaj II., papež burgundskega rodu (možen datum smrti je tudi 19. julij) (* med 990 in 995)
- 1101 –
  - Konrad II., kralj Nemčije in Italije (* 1074)
  - Hugh d'Avranches, angleški grof (* 1047)
- 1144 – Salomea Berška, poljska vojvodinja žena (*1099/1101)
- 1276 – Jakob I., aragonski kralj (* 1208)
- 1304 – Andrej III. Godoreckij, vladimirski veliki knez (* 1255)
- 1365 – Rudolf IV. Habsburški, avstrijski, štajerski, koroški in kranjski vojvoda, tirolski grof (*1339)
- 1759 – Pierre-Louis Moreau de Maupertuis, francoski matematik, astronom in filozof (* 1698)
- 1841 – Mihail Jurjevič Lermontov, ruski pisatelj, pesnik (* 1814)
- 1844 – John Dalton, angleški kemik, fizik (* 1766)
- 1917 – Emil Theodor Kocher, švicarski kirurg, biolog, nobelovec 1909 (* 1841)
- 1924 – Dante Michaelangelo Benvenuto Ferrucio Busoni, italijanski pianist, skladatelj, dirigent (* 1866)
- 1946 – Gertrude Stein, ameriška pisateljica (* 1874)
- 1947 – Ivan Regen, slovenski biolog (* 1868)
- 1958 – Claire Lee Chennault, ameriški letalec (* 1893)
- 1979 – Henri Saint Cyr, švedski jahač, dreser (* 1902)
- 1980 – Reza Pahlavi, iranski šah (* 1919)
- 1981 – William Wyler, ameriški filmski režiser (* 1902)
- 1992 – Maxwell Spencer Dupain, avstralski fotograf (* 1911)
- 1999 – Aleksander Danilovič Aleksandrov, ruski matematik (* 1912)
- 2003 – Bob Hope, ameriški komik, filmski igralec (* 1903)

## Prazniki in obredi
- Kuba – dan revolucije
- Maldivi – dan neodvisnosti
- Portoriko- rojstni dan Joséja Celsa Barbose
- Vietnam – spominski dan vojnih mučenikov